# شهرستان کیگینسکی
شهرستان کیگینسکی (روسی: Киги́нский райо́н) یک شهرستان در ایالت باشقیرستان کشور روسیه است.